# Цагараев, Михаил Гацирович
Михаил Гацирович Цагараев — советский хозяйственный, государственный и политический деятель.

## Биография
Родился в 1926 году в рабочей осетинской семье. Член КПСС с 1953 года.
Выпускник Северо-Кавказского горно-металлургического института. С 1943 года — на хозяйственной, общественной и политической работе. В 1943—1990 гг. — коллектор-геолог, начальник участка на руднике, главный инженер, начальник отдела на руднике, главный инженер, директор Садонского рудоуправления, директор Фиагдонского рудника, заведующий отделом Северо-Осетинского обкома КПСС, заместитель председателя Совета Министров, председатель Совета Министров Северо-Осетинской АССР.
Избирался депутатом Верховного Совета СССР 5-го созыва, Верховный Совет РСФСР 9-го, 10-го, 11-го созывов.
Умер в 1998 году.